# Ichneumon brevis
Ichneumon brevis är en stekelart som beskrevs av Peter Friedrich Ludwig Tischbein 1873. Ichneumon brevis ingår i släktet Ichneumon och familjen brokparasitsteklar. Inga underarter finns listade i Catalogue of Life.